# Dorothy Wilde

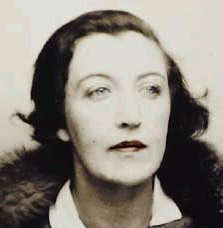

Dorothy Wilde (ur. 11 lipca 1895, zm. 10 kwietnia 1941) – angielska pisarka, poetka i tłumaczka, bratanica Oscara Wilde’a. Była córką Williego Wilde’a, starszego brata autora Ballady o więzieniu w Reading. Wychowywali ją matka i ojczym, tłumacz Alexander Teixeira de Mattos. W czasie I wojny światowej zgłosiła się do służby we Francji w roli kierowcy ambulansu. Była uzależniona od alkoholu i środków odurzających. Pozostawała w związkach lesbijskich, między innymi z Amerykanką Natalie Clifford Barney. Zmarła na raka piersi w wieku 45 lat. Okoliczności i bezpośrednia przyczyna śmierci pozostają jednak niejasne.